# Żurawniki (powiat opatowski)
Żurawniki – wieś w Polsce położona w województwie świętokrzyskim, w powiecie opatowskim, w gminie Lipnik
W latach 1975–1998 miejscowość należała administracyjnie do województwa tarnobrzeskiego.
Przez wieś przebiega  zielony szlak rowerowy do Opatowa.

## Części wsi
| SIMC    | Nazwa           | Rodzaj    |
| ------- | --------------- | --------- |
| 0797659 | Żurawniki Dolne | część wsi |

## Historia
Żurawniki w wieku XIX wieś w powiecie sandomierskim gminie Lipnik, parafii Malice, odległe 16 wiorst od Sandomierza Około 1895 roku posiadała 11 domów, 60 mieszkańców oraz 198 mórg ziemi dworskiej i 130 włościańskiej. Wieś należała do dóbr Gołębiów. Według spisu miast, wsi, osad Królestwa Polskiego, w roku 1827 było we wsi 7 domów i 72 mieszkańców.
Według registru poborowego powiatu sandomierskiego już w roku 1508 istniała wieś Żurawniki. W roku 1578 wieś stanowiła własność Zborowskiego, miała 9 osad, 4½ łana, 2 zagrodników z rolą, 2 komorników, 3 biednych i 1 rzemieślnika (Pawiński., Małopplska., 218, 489).